# Floresta do Araguaia
Floresta do Araguaia este un oraș în Pará (PA), Brazilia.